# Svobodný stát Sasko-Výmarsko-Eisenašsko
Svobodný stát Sasko-Výmarsko-Eisenašsko (německy Freistaat Sachsen-Weimar-Eisenach) vznikl z bývalého vévodství po konci první světové války.
Existoval od listopadu 1918, dokud se nespojil s dalšími šesti svobodnými státy do spolkové země Durynsko 1. května 1920.
Se založením státu Durynsko 1. května 1920 spolková země Sasko-Výmarsko-Eisenašsko formálně přestala existovat jako suverénní
federálního státu. Zákon o správě bývalých durynských zemí v přechodném období ze dne 9. prosince 1920 uznal Sasko-Výmarsko-Eisenašsko jako svazek obcí vyššího řádu s oblastním zastupitelstvem a oblastní vládou, které pak byly
ke dni 1. dubna 1923 zrušeny.